# 경희궁
경희궁(慶熙宮)은 대한민국 서울특별시에 있는 조선 시대 궁궐로 광해군 9년(1617년)에 건립한 이후, 10대에 걸쳐 임금이 정사를 보았던 궁궐이다. 서울시에 있는 5대 궁궐 중에서 서쪽에 자리하여 서궐로도 불렀으며, 새문안 대궐, 새문동 대궐, 아주개 대궐이라고도 하였다. 조선의 이궁(離宮)으로, 경운궁(덕수궁)과 홍교로 연결되어 있었다.
부지 7만 2천 8백 평에 정전, 동궁, 침전, 별당을 비롯해서 모두 98채의 건물이 들어섰던 경희궁은 경복궁, 창경궁과 함께 조선왕조의 3대궁으로 꼽힐 만큼 큰 궁궐이었으며 본래는 100여 동이 넘는 전각들이 있었다.
그러나 5대궁 가운데 가장 철저히 파괴된 궁으로서 흥선 대원군의 경복궁 중건에 의해 몇 채의 전각들을 제외하곤 전부 훼철됐고, 그나마 남아있던 부지 또한 일제강점기에 축소되어 현재 원 상태로 남아있는 건물은 정문이었던 흥화문과 정전이었던 숭정전, 그리고 후원의 정자였던 황학정까지 세 채에 불과하다. 그나마 초석과 기단이 남아 있고, 뒤쪽에는 울창한 수림이 잘 보전돼 있어 궁궐의 자취를 잘 간직하고 있는 편이다.
일제 강점기에 경희궁 부지에 경성중학교를 만들었으며, 해방 후에 서울고등학교가 위치하였다. 경희궁터는 사적 제271호로 지정되었고, 1980년 서울고등학교가 서초구로 이전한 이후 서울시립미술관 등으로 사용되다가 다시 건물을 허물고 경희궁의 일부를 복원하였다. 서울고등학교의 별칭과 경희대학교의 명칭 등이 여기에서 유래하였다.

## 이름
경희궁의 원래 이름은 경덕궁(慶德宮)이었으나, 영조가 1760년(영조 36년)에 궁궐 이름인 '경덕(慶德)'이 원종의 시호인 '경덕(敬德)'과 음이 같다고 하여 '경희궁'으로 고친 것이다.

## 역사

### 창건 후 고종 이전까지
경덕궁터는 인조의 아버지인 원종(정원군)의 사저가 있던 곳이다. 광해군은 임진왜란 뒤 재건된 창덕궁으로 들어가기를 꺼려했고, 인왕산 아래 새 궁궐인 인경궁(仁慶宮)을 짓다가 정원군의 집에 왕기가 서렸다는 풍수설을 믿고 왕기를 누르기 위하여 그의 집을 빼앗아 1617년(광해군 6년)~1623년(광해군 15) 사이에 경덕궁을 세웠다. 그러나 1623년 인조 반정으로 광해군이 폐위되면서 경덕궁을 쓰지 못하였다. 인조가 즉위한 뒤에 창덕궁이 소실되고, 이괄의 난으로 창경궁마저 불타버리자 인목대비를 받들어 이 궁궐로 이어하였다. 소실된 창덕궁과 창경궁을 복원하기 위해 인경궁을 헐은 반면, 경덕궁은 인조의 아버지의 사저가 있던 곳이기 때문에 유지될 수 있었다. 이 곳에서 숙종이 태어났고, 숭정문에서는 경종, 정조, 헌종이 즉위하였으며, 숙종, 순조가 승하하였다.

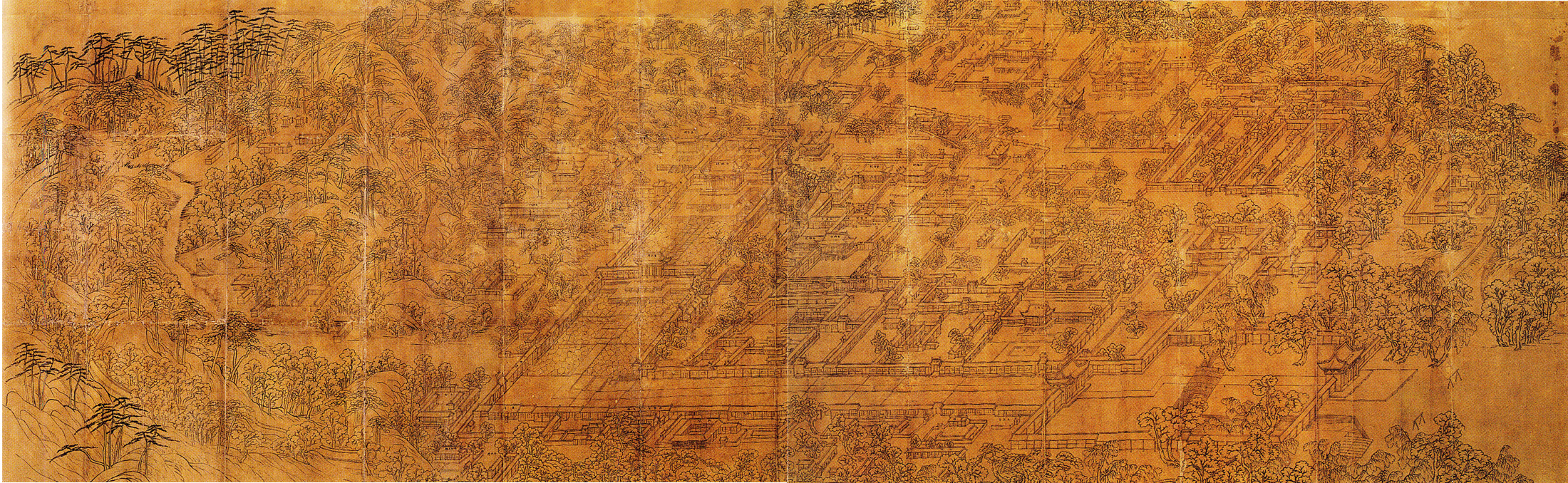
〈서궐도안〉에 묘사된 1820년대의 경희궁 모습.

경희궁은 경복궁 서쪽에 세워진 까닭으로 서궐(西闕)로 불렸고, 이 밖에도 새문안 대궐, 야주개 대궐, 새문동 대궐 등으로 불렸다. 인조는 재위 후 약 9년동안 경덕궁에 임어했다. 효종과 현종은 잠시 머무르는 용도로만 사용했을 뿐, 적극적으로 사용하지는 않았다. 그러나 숙종은 남인과 서인 사이의 정치적 역학관계를 다루며 경덕궁 임어를 적극적으로 활용했다. 이후 1760년 영조는 원종의 시호인 경덕(慶德)과 동음이라는 까닭으로 궁명을 경희궁으로 개칭한 뒤 19년동안 머물렀는데, 사도세자의 죽음 이후 죽을 때까지 거의 이 곳에서 지냈다. 정조는 숭정전에서 즉위하였지만 자객의 위협을 받고 궁을 옮겼다. 경희궁은 순조 29년(1829년) 10월 화재로 인하여 전각 대부분이 소실된 것을 1831년에 중건하였고, 이후 철종이 약 7개월간 머물렀다. 1844년 헌종의 가례 이후 더 이상 활용되지 않았다.

### 폐궁

1900년대 초의 경희궁지

고종 초 흥선대원군이 경복궁을 중건하고 고종이 그곳을 법궁으로 삼아 이어하자 경희궁은 경희궁은 더 이상 왕이 임어하지 않는 빈 궁궐이 되었고, 관청의 필요에 따라 창고나 다른 용도로 쓰였다.

경희궁은 경복궁 중건에 필요한 자재를 모으기 위해 철거되었는데, 1865년에 작성된 《경복궁영건일기》에서는
서궐(경희궁) 내에는 숭정전, 회상전, 정심합(正心閤), 사현합(思賢閤), 흥정당(興政堂)만 남기고 그 나머지는 모두 헐었다. 목재를 가져오니 다수가 썩었다. 이 가운데 좋은 것을 골라서 나인간(內人間)과 각사의 건조에 사용했다. 이날부터 궁궐의 뜰에 깔린 전석과 층계석을 뽑아내어 먼저 광화문 역소에 사용했다. 
라고 적고 있어 4월부터 8월까지 훼철한 경희궁의 자재로 경복궁을 짓는데 보탰음을 알 수 있다.
1868년(고종 5년)에는 경복궁 공사를 위해 경희궁 일부 전각들을 허물었고, 경희궁 내 빈터 일부를 밭으로 쓰도록 분배하였다. 또한 빈 터를 용동궁, 명례궁, 수진궁, 어의궁의 4개의 궁에 분배했다. 곧이어 터에 조폐소, 양잠소가 설치되었다. 이 때 양잠소는 1884년 9월 독일인인 마에르텐스(A. H. Maertens)를 고용해 운영을 맡겼으며 1886년에 청나라에서 뽕나무를 수입하여 양잠소를 설치했다. 1899년 독일의 하인리히 폰 프로이센 왕자가 방문했을 때에 관명식을 진행하기도 했다. 1901년에 외국인이 제작한 지도에서는 뽕나무 공원(mulberry park)라 적히기도 했다.
비록 훼손을 당하기는 하였으나 이 당시만 하더라도 일부 시설이 유지되며 궁궐의 모습은 지키고 있었다. 또한, 광무 6년(1902)에는 경운궁에 연결된 운교를 놓는 등 대한제국기 광무연간까지는 경희궁의 모습은 유지되었다. 다만 1910년 경성부에서 발행한 《경성부사》에서 남아있는 건물이 숭정전, 회상전, 흥정당, 흥화문, 황학정뿐이라고 언급하고 있다.

### 일제강점기

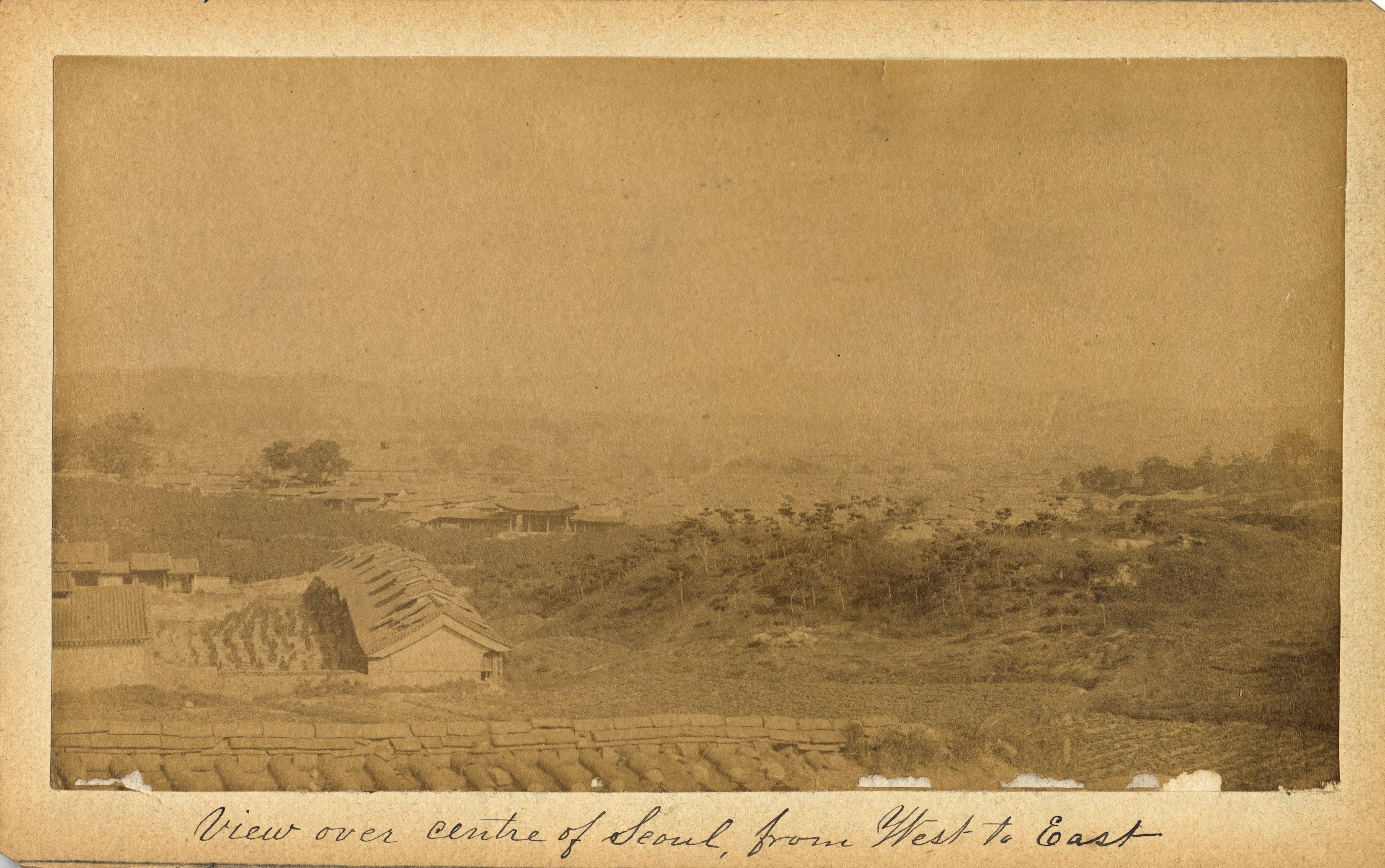
1884년에 조지 클레이턴 포크가 촬영한 경희궁의 모습. 멀리 흥화문이 보인다.

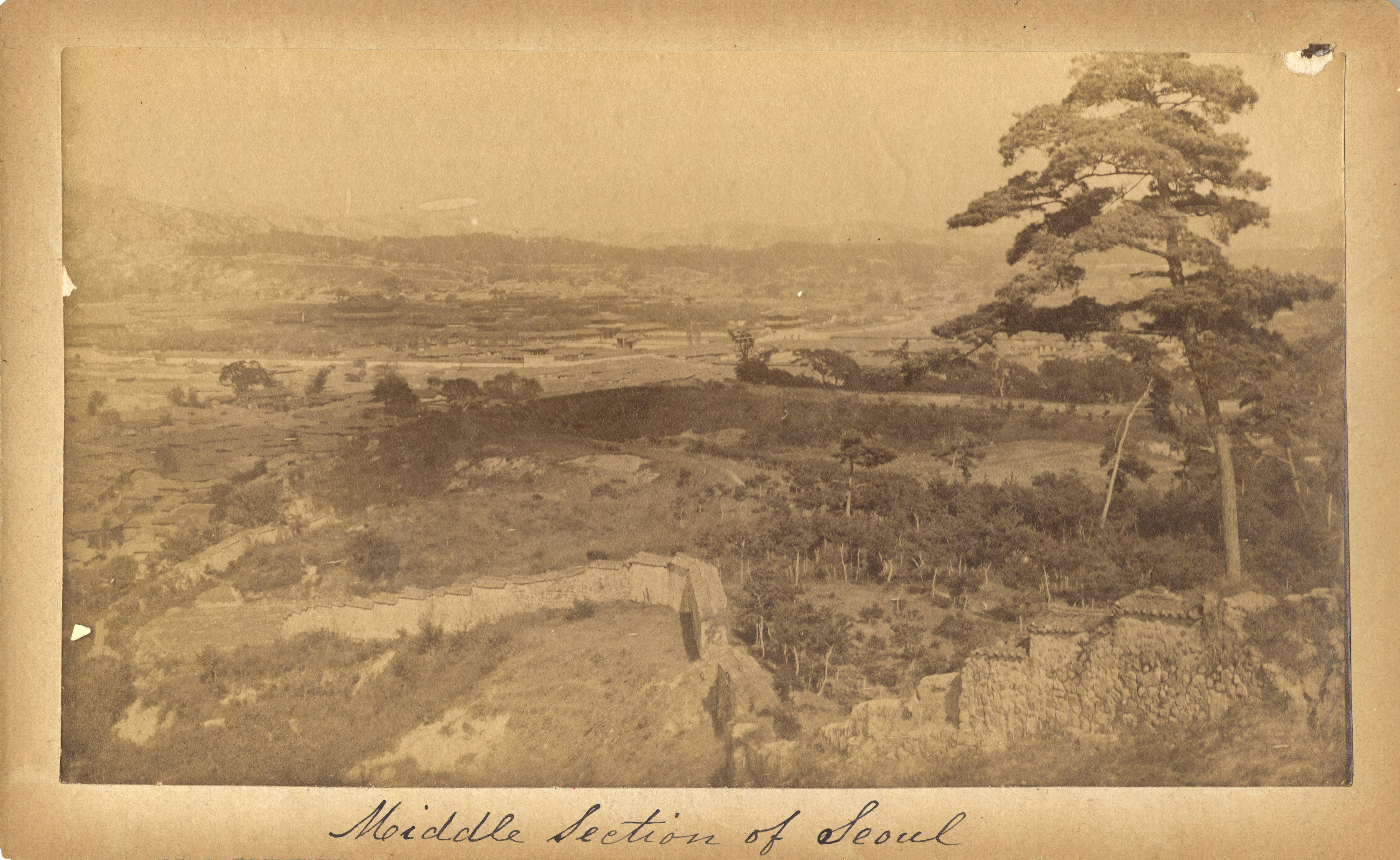
역시 조지 클레이턴 포크가 촬영한 경희궁의 모습이다.

1910년 11월에 조선총독부중학교(후 경성중학교)가 들어서서, 숭정전을 포함한 일부 전각들이 학교 부지로 사용되었다. 1920년대에는 건물들이 매각되었다. 정전인 숭정전은 일본의 한 불교 종파인 조동종의 조계사 본전으로 쓰기 위해 1926년 남산 기슭으로 이건되었다가 지금은 동국대학교의 법당인 정각원으로 쓰이고 있다. 회상전은 1911년부터 10여년 동안 일본인의 학교였던 경성중학교의 기숙사(교원 양성소)로 쓰였다. 1928년 회상전은 일본인이 운영하는 사찰에 매각되었다가 1930년 화재로 소실된다. 흥정당은 1928년 광운사로 이건되었으며, 관사대(觀射臺)는 사직단 뒤로 이건되어 현재 황학정(黃鶴亭)으로 쓰이고 있다. 흥화문은 1932년에 이토 히로부미의 사당인 박문사의 문으로 쓰였다가 1945년 해방과 더불어 폐사되고, 이후 신라호텔 정문으로 쓰이다가, 1988년 지금의 위치(계양문:남문)로 다시 옮겨졌다. 본래의 위치는 구세군회관 자리이다.
1922년에는 경희궁 동쪽 부지에 조선총독부 직원 관사가 들어섰다. 1922년 6월, 경희궁의 동측에 전매국 관사를 지으면서 그 부지로 21,500평을 떼어 냈고, 1927년부터 1928년까지 경희궁 남쪽 도로를 확장하면서 경희궁 일부를 도로로 편입시켰다. 북서쪽에는 1932년 경성측후소가 건설되었고, 1940년대에는 대동아 전쟁에서 미군의 폭격에 대비하기 위한 방공호가 숭정전 동쪽 행랑에 건설되었다.

### 광복 이후
경희궁터는 광복 후에 서울중ㆍ고등학교로 쓰이다가 1980년 6월 서울고등학교가 강남으로 이전하면서 용도가 변경되었다. 1978년에 현대건설이 부지를 구매하여 사옥을 조성하려 하였으나, 공원 녹지를 조성해야한다는 여론에 서울특별시가 재매입하여 사적 제271호로 지정하였다. 이후 복원공사를 시작하였지만 그러나 서울시의회에서 경희궁 복원비용에 대한 문제점을 제기하면서 복원공사는 중지되었다. 시에서 경희궁터에 서울역사박물관을 세우면서 다시 훼손되었다. 창건당시의 경희궁 규모는 무덕문지(북문)의 유구가 발견된 대한축구협회, 성곡미술관, 일조각출판사, 내수동교회, 구세군회관, 서울시교육청, 서울복지재단을 모두 경희궁에 지었으며, 기상청 서울관측소 일부도 포함된다 또한 서울특별시 종로구 신문로2가 일대가 경희궁 추정 궁역으로, 동측 매각 부지는 광화문 풍림스페이스본아파트 104동 일부, 축구회관, 성곡미술관, 아산정책연구원, 경희팔레스빌리지, 범한서적, 사우디아라비아대사관, 한국관광연구원, 서울시교원단체연합회, 교보생명보험 직장보육시설, 체코대사관, 세종로복지센나, 메트로신문사 등의 건물이 들어서있다.
2013년 1월, 서울특별시청과 종로구청은 경희궁지 종합정비기본계획을 문화재청에 제출하였다. 제출된 계획은 문화재청과 서울특별시 공동으로 2014년부터 2023년까지 경희궁 2차 복원이 진행되는 것을 소재로 하였다. 정문인 흥화문을 원위치로 복원하고, 방공호를 철거한 후 융복전과 회상전을 복원 또한 서울시립 경희궁미술관을 철거한 후 흥정당을 복원하며, 현재 성곡미술관 주변에 남아있는 궁장을 포함하여 경희궁 궁장이 일부 복원한다는 입장을 밝혔다. 2단계에서는 서울역사박물관 이전과 궁지 내 민간 건물 매입이 추진된다.
2016년 11월에 서울시립미술관을 철거하였으며, 서울역사박물관 주차장을 과거 서울시립미술관이 있던 위치에 새로 조성하고 기존 주차장 자리는 발굴조사를 진행할 계획이다.

## 건축물
경희궁을 구성하는 전각들은 궁궐지, 서궐도안, 서궐영건도감의궤 등의 자료와 유구를 통하여 알 수 있다. 흥화문과 숭정문은 궁궐의 내외 출입문을 형성하였고, 정전인 숭정전을 비롯하여 융복전, 회상전, 흥정당, 자정전, 장락전, 집경전, 만학정 등 100여 동의 크고 작은 건물들이 있었다. 그러나 일제강점기를 거치면서 모두 파괴되거나 이전되었다. 현재의 터에 남아 있는 것은 건물터와 원래의 자리로 다시 이전된 흥화문뿐이며, 나머지는 새로 복원된 것이다.
경희궁의 배치 형태와 공간 구성은 다른 궁궐과 달리 매우 독특하다. 정전인 숭정전 영역이 서쪽에, 침전인 융복전, 회상전 영역이 동쪽에 나란히 놓여 있으며, 정문인 흥화문은 궁궐의 남쪽에 있지 않고, 동남쪽 모퉁이에 자리하고 있다. 따라서 정문에서 내전으로 진입하는 길은 침전 앞을 지난 다음 북으로 꺾어 정전으로 들어가게 되어 있었다.

### 정문

#### 흥화문
흥화문(興化門)은 광해군 8년(1616년)에 세워진 경희궁의 정문이다. 흥화문은 정면 3칸, 측면 2칸의 우진각지붕 건물이다. 원래 경희궁에는 동문인 흥화문 외에 흥화문 왼쪽에 흥원문, 오른쪽에 개양문, 서쪽에 숭의문, 북쪽에 무덕문이 있었다. 일제강점기에 박문사(현재의 장충단 자리) 정문으로 사용하기 위해 일제가 이전하여 경춘문(景春門)이라 불렀다. 광복 후 장충동 신라호텔의 영빈관 정문으로 사용되기도 하였으나, 1988년 경희궁터로 다시 옮겨왔다. 흥화문은 원래 경희궁터에 동남쪽 금천교 밖, 지금의 구세군회관 자리에 동향하고 있던 경덕궁 정문이었는데, 처음과 달리 지금 위치에 남향하여 세워졌다.

### 정전 영역

#### 숭정문
숭정전으로 들어가는 입구이다. 상왕의 승하시 정전이 아닌 정전의 문에서 즉위하는데 경종, 정조, 헌종이 그러했다.

#### 숭정전
숭정전(崇政殿)은 광해군 8년(1616년)에 세운 것으로, 경희궁의 정전이다. 숭정전 일곽은 남향한 경사지에 축대를 조성하여 그 위에 건물이 들어서 있다. 숭정전은 행각으로 둘러졌으며, 뒤로는 자경전이 있다. 동ㆍ서 행각은 남에서 북으로 가면서 바닥과 지붕이 단을 이루며 높아지도록 조성되었다. 숭정전은 이중 월대 위에 세운 정면 5칸, 측면 4칸의 팔작지붕 건물이었는데, 일제 강점기에 이건되어 본래 건물은 현재 동국대학교 안에 정각원으로 쓰이고 있다. 현 위치의 건물은 1989년 12월 재건 공사를 시작하여 1994년 10월 주변 행각과 함께 완공한 것이다. 2층 윌대 중 상월대의 답도는 정각원에 남아있고, 하월대의 답도는 복원된 경희궁의 숭정전에 있다. 상월대의 답도는 봉황, 하월대의 답도는 공작무늬이다.
철거전 경복궁못지 않게 큰 규모를 자랑했으나 흥화문,숭정전등 주요 건물을 제외한 모든 건물이 철거되어 경복궁의 10/1정도가 되었다. 경복궁을 비롯한 3대궁은 모두 복원을 시행하고 있으나 경희궁은 그 궁궐들과 함께 이름을 올릴지언정 복원 조차 되지 않았다.

### 편전 영역

#### 자정전
현재 《서궐도안》에 따라 복원되어 있다. 이 건물은 주로 편전으로 쓰였다고 한다.

### 진전 영역

#### 태령전
태령전은 발굴조사시 유구가 나오지는 않았지만  《서궐도안》의 자정전과 숭정전의 위치를 추정하여 복원하였다.
이 건물은 조선 영조의 어진을 모신 곳이었다. 2000년에 서울시에서 복원하였다.

### 기타 건축물

#### 경희궁 방공호
1944년 초, 경성중앙전신국의 피폭에 대비하여 중요 통신 유지를 위해 설치된 지하전신국 겸 방공호이다. 왕과 왕비의 침전인 융복전과 회상전이 있던 자리에 콘크리트를 이용해 방공호를 만들었다. 방공호 건설에는 당시 체신국 직원들과 경성중학교의 근로보국대 학생들이 동원되었다. 경성중학교 내에 방공호를 조성할 것이 결정된 뒤 경성중학교 학생들 대부분은 교내 방공호 조성에 투입된 것으로 추정된다. 발파작업은 조선군사령부 공병대가 담당하였고, 작업이나 실무 행정은 전부 체신국에서 담당했다. 서울특별시청은 방공호를 서울역사박물관의 근현대유물 수장고로 활용하기로 하고 2014년 수장고 준공을 계획하였으나, 2013년 수립된 '경희궁지 종합정비기본계획'에 따라 철거 후 융복전과 회상전을 복원할 계획이다.

### 황학정
원래 경희궁에 있었던 정자로 고종황제가 청-일-러 3국의 3파전을 근심해 이곳에서 활을 쏘며 피로를 풀었는데, 일제 때 팔려나가 현재 사직공원의 옛 등과정 자리에 있다.

### 미복원 영역

#### 내전 영역

##### 융복전
융복전(隆福殿)은 광해군 12년(1620년)에 경희궁 창건 때 세운 것으로, 경희궁의 침전이었다. 현종 시기 승하한 인선왕후 장씨의 빈소로도 사용했고 숙종이 승하한 장소이기도 했다. 1829년(순조 29년) 10월에 회상전에서 일어난 화재로 경희궁 내전 일곽 대부분이 불 탈 때, 함께 소실되어 1831년(순조 31년) 4월에 재건했고 이 때 기존과는 약간 변화가 생겼다. 1860년대 고종 시기 경복궁 중건을 위해 경희궁 건물들을 거의 전부 헐어 자재로 사용할 때 철거되었다. 서궐영건도감의궤을 보면 정면 6칸으로 되어있었고 지붕이 용마루가 없는 무량각(無樑閣) 형태로 되어있었다.

##### 회상전
회상전(會祥殿)은 광해군 12년(1620년)에 경희궁 창건 때 세운 것으로, 경희궁의 침전이었다.
1829년(순조 29년) 10월에 불 타 1831년(순조 31년) 4월에 재건했고 이 때 기존과는 약간 변화가 생겼다. 1860년대 고종 시기 경복궁 중건을 위해 경희궁 건물들을 거의 전부 헐어 자재로 사용할 때에도 숭정전, 흥정당, 흥화문 등과 함께 살아남았다.
그러나 일제강점기 이후 경희궁 터에 경성중학교가 들어서면서 교실로 사용되었다. 그러다 1928년에 남산 기슭에 있던 일본식 사찰에 팔려 옮겨가 주지 집무실이 되었다가 1936년 화재로 소실되어 현재는 남아있지 않다.
회상전은 행각으로 둘러졌으며, 동쪽으로는 융복전이 남서쪽으론 집경당이 있었다.
대한제국 당시 찍은 사진과 서궐영건도감의궤을 보면 정면 7칸, 측면 4칸으로 되어있었고 지붕이 용마루가 없는 무량각(無樑閣) 형태로 되어있었다.

## 훼철된 궁역 내 유적

### 경희궁 어구 및 건물지
2008년 신문로2가 1-120번지에서 조선시대 건물지와 배수로 등이 확인되었으며, 17세기 이후의 유물 다수가 출토되었다. 배수로의 규모가 크고 그 모습이 궁궐에 있는 어구(御溝)와 유사해 경희궁의 어구(궁궐의 배수로)로 판단되었다.

### 동궁 영역 건물지
2015년 서울특별시 종로구 신문로2가 1-39번지 및 1-140번지 발굴 조사에서 조선 후기 건물지 3기, 조선 후기 담장지, 조선 후기 배수로, 조선 전기 장대석석렬, 조선 전기 배수로, 조선 전기 잡석독립기초, 조선 전기 잡석줄기초 4기, 조선 전기 박석 2기가 발굴되었다. 조사지역은 경희궁 동궁 영역 내 추모당의 북쪽지역과 중서헌의 동쪽지역에 해당하는 곳으로 행각(行閣), 행랑(行廊) 등의 부속 건물들이 위치했을 가능성으로 추정되었다. 또한 일제강점기 전매국 관사 관련 추정 유구도 확인되었다.
발굴된 유적 일체는 원형보존되어 복토보존 후 건물 신축이 진행되었다.

### 사대부 집터 추정 유구
2014년 신문로2가 1-116번지 유적에서는 경희궁 조성 이전에 경덕궁으로 편입된 사대부들의 집터로 추정되는 조선시대 전기에 해당하는 건물지, 배수시설, 석렬, 집석시설 등 7기의 유구가 발굴되었다. 확인된 배수로는 경희궁의 어구였을 가능성이 있을 것으로 추정된다는 의견도 제시되었다.

### 기타 건물지
사직동 49번지 일원에서는 역사시대 미상의 건물지와 우물이 발굴되었다.
2008년 신문로2가 1-176번지 일원에서는 경희궁 건물지가 발굴되었다.
1998년 신문로2가 1-107번지 및 1-108번지 교원복지회관 신축부지에서는 근대, 일제강점기 건물지가 발굴되었다.
신문로2가 1-158번지에서는 역사시대 미상 구상유구가 발굴되었다.
신문로2가 1-124번지에서는 역사시대 미상 건물지, 수혈, 지정석렬이 발굴되었다.
신문로2가 1-146, 1-332번지 고려시대, 근대, 일제강점기 유물산포지가 발견되었다.
종로구 신문로2가 1141번지 일대에서는 조선시대, 현대 석렬일 발굴되었다.

## 같이 보기
- 궁전 목록
- 한국의 건축
- 한국의 역사

## 참고 문헌
- 이상해, 궁궐ㆍ유교건축, 서울: 솔 출판사, 2004.
- 《문화유적총람》, 문화재관리국, 1977년